# Genes proneurales
La fase inicial del desarrollo del sistema nervioso central se caracteriza por la proliferación de las células constituyentes del tubo neural que paulatinamente van saliendo del ciclo mitótico y se diferencian mediante el proceso denominado neurogénesis. Este proceso está controlado primariamente por los genes proneurales y los genes neurogénicos.
En Drosophila los genes proneurales codifican para factores de transcripción del tipo bHLH (basic helix-loop-helix) entre los que destacan atonal y los miembros del complejo achete-cute (achete, scute y asense). El primero está implicado en la determinación de un tipo de célula neural, el fotorreceptor R8. El complejo As-C promueve la diferenciación de los neuroblastos y es esencial para la diferenciación del sistema nervioso central, periférico y el cerebro.
En vertebrados existe una gran familia de genes homólogos a éstos, entre los que se incluyen Neurogenina (Ngn) 1, Ngn 2, Neuro M y Neuro D.
Tanto en Drosophila como en vertebrados, genes proneurales y neurogénicos actúan de manera similar para determinar muchos de los precursores de las células neuronales.
- Datos: Q2917756